# European Nations Cup Derde Divisie 2002/03
De European Nations Cup Derde Divisie 2002/03 is het derde seizoen van de Derde Divisie van de Europe Nations Cup, de op twee na hoogste en tevens het laagste niveau in de ENC.
De Derde Divisie bestaat uit drie groepen (A, B en C). In de groepen A en B spelen de landen een halve competitie. Groep C speelt een knock-outfase.
Door problemen in Groep A (terugtrekking Andorra) en C (diskwalificatie van Monaco en onregelmatigheden bij de wedstrijd tussen Bulgarije en Noorwegen) besloot de FIRA om over te gaan op een tweedelig twee jaar cyclus in plaats van een tweejarige cyclus.
Hierdoor kon er dit jaar niet gepromoveerd worden vanuit Divisie 3A en door terugtrekking van Andorra degradeerde ook niemand uit die divisie.

## Puntensysteem
Teams kunnen als volgt punten verdienen:
- 3 punten voor een overwinning
- 2 punten voor een gelijkspel
- 1 punt voor een verloren wedstrijd
- 0 punten voor terugtrekking van een wedstrijd

## Divisie 3A

### Stand

#### Eindstand
| #  | Team                 | GW | Win | Gel | Ver | Pnt | Voor | Tegen | Saldo |
| -- | -------------------- | -- | --- | --- | --- | --- | ---- | ----- | ----- |
| 1. | Letland              | 3  | 3   | 0   | 0   | 9   | 98   | 23    | 75    |
| 2. | Moldavië             | 3  | 1   | 1   | 1   | 6   | 64   | 71    | -7    |
| 3. | Hongarije            | 3  | 1   | 0   | 2   | 5   | 63   | 96    | -33   |
| 4. | Servië en Montenegro | 3  | 0   | 1   | 2   | 4   | 58   | 93    | -35   |

 Andorra trok zich terug uit de competitie

### Wedstrijden
| 5 oktober 2002 | Letland | 26 - 5 | Hongarije | Riga |
| 5 oktober 2002 |         |        |           | Riga |

| 26 april 2003 | Hongarije | 47 - 23 | Servië en Montenegro | Esztergom |
| 26 april 2003 |           |         |                      | Esztergom |

| 26 april 2003 | Letland | 43 - 0 | Moldavië | Riga |
| 26 april 2003 |         |        |          | Riga |

| 3 mei 2003 | Servië en Montenegro | 18 - 29 | Letland | Beograd |
| 3 mei 2003 |                      |         |         | Beograd |

| 10 mei 2003 | Moldavië | 47 - 11 | Hongarije | Chişinău |
| 10 mei 2003 |          |         |           | Chişinău |

| 24 mei 2003 | Moldavië | 17 - 17 | Servië en Montenegro | Chişinău |
| 24 mei 2003 |          |         |                      | Chişinău |

## Divisie 3B

### Stand

#### Eindstand
| #  | Team                  | GW | Win | Gel | Ver | Pnt | Voor | Tegen | Saldo |
| -- | --------------------- | -- | --- | --- | --- | --- | ---- | ----- | ----- |
| 1. | Malta                 | 4  | 4   | 0   | 0   | 12  | 101  | 54    | 47    |
| 2. | Litouwen              | 4  | 3   | 0   | 1   | 10  | 147  | 53    | 94    |
| 3. | Luxemburg             | 4  | 2   | 0   | 2   | 8   | 58   | 113   | -55   |
| 4. | Oostenrijk            | 4  | 1   | 0   | 3   | 6   | 65   | 88    | -23   |
| 5. | Bosnië en Herzegovina | 4  | 0   | 0   | 4   | 4   | 40   | 103   | -63   |

#### Legenda
| Kleur | Kwalificatie voor        |
| ----- | ------------------------ |
|       | Promotie naar Divisie 3A |

### Wedstrijden
| 27 oktober 2002 | Luxemburg | 21 - 5 | Bosnië en Herzegovina | Cessange |
| 27 oktober 2002 |           |        |                       | Cessange |

| 23 november 2002 | Malta | 22 - 18 | Litouwen | Marsa |
| 23 november 2002 |       |         |          | Marsa |

| 26 november 2002 | Litouwen | 32 - 10 | Oostenrijk | Vilnius |
| 26 november 2002 |          |         |            | Vilnius |

| 30 november 2002 | Oostenrijk | 16 - 25 | Malta | Wenen |
| 30 november 2002 |            |         |       | Wenen |

| 29 maart 2003 | Malta | 34 - 6 | Luxemburg | Marsa |
| 29 maart 2003 |       |        |           | Marsa |

| 5 april 2003 | Bosnië en Herzegovina | 14 - 20 | Malta | Sarajevo |
| 5 april 2003 |                       |         |       | Sarajevo |

| 10 mei 2003 | Luxemburg | 25 - 14 | Oostenrijk | Cessange |
| 10 mei 2003 |           |         |            | Cessange |

| 24 mei 2003 | Litouwen | 60 - 6 | Luxemburg | Klaipėda |
| 24 mei 2003 |          |        |           | Klaipėda |

| 7 juni 2003 | Bosnië en Herzegovina | 15 - 37 | Litouwen | Zenica |
| 7 juni 2003 |                       |         |          | Zenica |

| 14 juni 2003 | Oostenrijk | 25 - 6 | Bosnië en Herzegovina | Wenen |
| 14 juni 2003 |            |        |                       | Wenen |

## Divisie 3C
Vriendschappelijk
| 19 oktober 2002 | Monaco | 90 - 0 | Finland | Monte Carlo |
| 19 oktober 2002 |        |        |         | Monte Carlo |

Monaco werd gediskwalificeert en verbannen na deze wedstrijd omdat de Franse spelers hadden opgesteld die niet voor Monaco mogen spelen.
| 26 oktober 2002 | Bulgarije | 21 - 12 | Noorwegen | Sofia |
| 26 oktober 2002 |           |         |           | Sofia |

Toernooi
|  | Halve finale | Halve finale |    |             | Finale       | Finale |
|  |              |              |    |             |              |        |
|  | 5 juni 2003  |              |    |             |              |        |
|  | Israël       | 30           |    |             |              |        |
|  | Noorwegen    | 13           |    |             |              |        |
|  |              |              |    |             |              |        |
|  |              |              |    |             | 7 juni 2003  |        |
|  |              |              |    |             | Israël       | 23     |
|  |              | Bulgarije    | 25 |             |              |        |
|  |              |              |    |             |              |        |
|  |              |              |    |             | Troostfinale |        |
|  | 5 juni 2003  | 5 juni 2003  |    | 7 juni 2003 | 7 juni 2003  |        |
|  | Bulgarije    | 42           |    | Finland     | 20           |        |
|  | Finland      | 3            |    |             | Noorwegen    | 55     |

### Halve finales
| 5 juni 2003 | Israël | 30 - 13 | Noorwegen | Ibiza-stad |
| 5 juni 2003 |        |         |           | Ibiza-stad |

| 5 juni 2003 | Bulgarije | 42 - 3 | Finland | Ibiza-stad |
| 5 juni 2003 |           |        |         | Ibiza-stad |

### Troostfinale
| 7 juni 2003 | Finland | 20 - 55 | Noorwegen | Ibiza-stad |
| 7 juni 2003 |         |         |           | Ibiza-stad |

### Finale
| 7 juni 2003 | Israël | 23 - 25 | Bulgarije | Ibiza-stad |
| 7 juni 2003 |        |         |           | Ibiza-stad |

| Promotie naar Divisie 3B |
| ------------------------ |
| BULGARIJE                |